# Campionati asiatici di badminton 2018
I Campionati asiatici di badminton 2018 si sono svolti a Wuhan, in Cina, dal 24 al 29 aprile. È stata la 37ª edizione del torneo, organizzato dalla Badminton Asia.

## Podi
| Evento              | Oro                          | Argento                          | Bronzo                                     |
| Singolare maschile  | Kento Momota                 | Chen Long                        | Lee Chong Wei                              |
| Singolare maschile  | Kento Momota                 | Chen Long                        | H. S. Prannoy                              |
| Singolare femminile | Tai Tzu-ying                 | Chen Yufei                       | Saina Nehwal                               |
| Singolare femminile | Tai Tzu-ying                 | Chen Yufei                       | Sung Ji-hyun                               |
| Doppio maschile     | Li Junhui Liu Yuchen         | Takeshi Kamura Keigo Sonoda      | Huang Kaixiang Wang Yilü                   |
| Doppio maschile     | Li Junhui Liu Yuchen         | Takeshi Kamura Keigo Sonoda      | Liu Cheng Zhang Nan                        |
| Doppio femminile    | Yuki Fukushima Sayaka Hirota | Misaki Matsutomo Ayaka Takahashi | Della Destiara Haris Rizki Amelia Pradipta |
| Doppio femminile    | Yuki Fukushima Sayaka Hirota | Misaki Matsutomo Ayaka Takahashi | Kim So-yeong Kong Hee-yong                 |
| Doppio misto        | Wang Yilü Huang Dongping     | Tontowi Ahmad Liliyana Natsir    | Zheng Siwei Huang Yaqiong                  |
| Doppio misto        | Wang Yilü Huang Dongping     | Tontowi Ahmad Liliyana Natsir    | Zhang Nan Li Yinhui                        |